# Мейер, Мэтт
Мэттью С. (Мэтт) Мейер (англ. Matthew S. (Matt) Meyer; род. 29 сентября 1971, Бей-Сити, Мичиган) — американский политик, представляющий Демократическую партию. Губернатор штата Делавэр (с 2025 года).

## Биография
Окончил Брауновский университет и юридический факультет Мичиганского университета.
Изучал компьютерное дело и политологию, по окончании университета уехал в Кению и учредил в Найроби фирму Ecosandals, занятую производством обуви из вторичного сырья. Год провёл на дипломатической работе в Мосуле (Ирак), обеспечивая нужды американских военнослужащих в 2010—2011 годах, когда операция «Иракская свобода» была заменена на операцию «Новый рассвет». Вернувшись в Делавэр, преподавал математику.
3 января 2017 года вступил в должность главы администрации округа Нью-Касл (в сентябре 2016 года он победил своего предшественника Тома Гордона ещё на стадии предварительных выборов Демократической партии).
5 ноября 2024 года победил на губернаторских выборах в Делавэре кандидата от республиканцев Майка Рамона, набрав 56,1 % голосов.
7 января 2025 года действующий губернатор Джон Карни досрочно ушёл в отставку ввиду избрания его мэром Уилмингтона, и в должность губернатора Делавэра автоматически вступила вице-губернатор Бетани Холл-Лонг, проигравшая в сентябре 2024 года предварительные выборы Демократической партии Мэтту Мейеру.
21 января 2025 года Мэтт Мейер официально вступил в должность губернатора.